# Kampioenschap van Vlaanderen
Het Kampioenschap van Vlaanderen, ook wel bekend als Koolskamp Koers, is een eendaagse wielerwedstrijd die wordt verreden door de dorpen Koolskamp, Pittem en Egem in de provincie West-Vlaanderen. Sinds 2005 maakt het Kampioenschap van Vlaanderen deel uit van de continentale circuits van de UCI, de UCI Europe Tour. De wedstrijd behoort sinds 2016 ook tot het regelmatigheidscriterium Exterioo Cycling Cup.

De traditionale winnaarstrui.

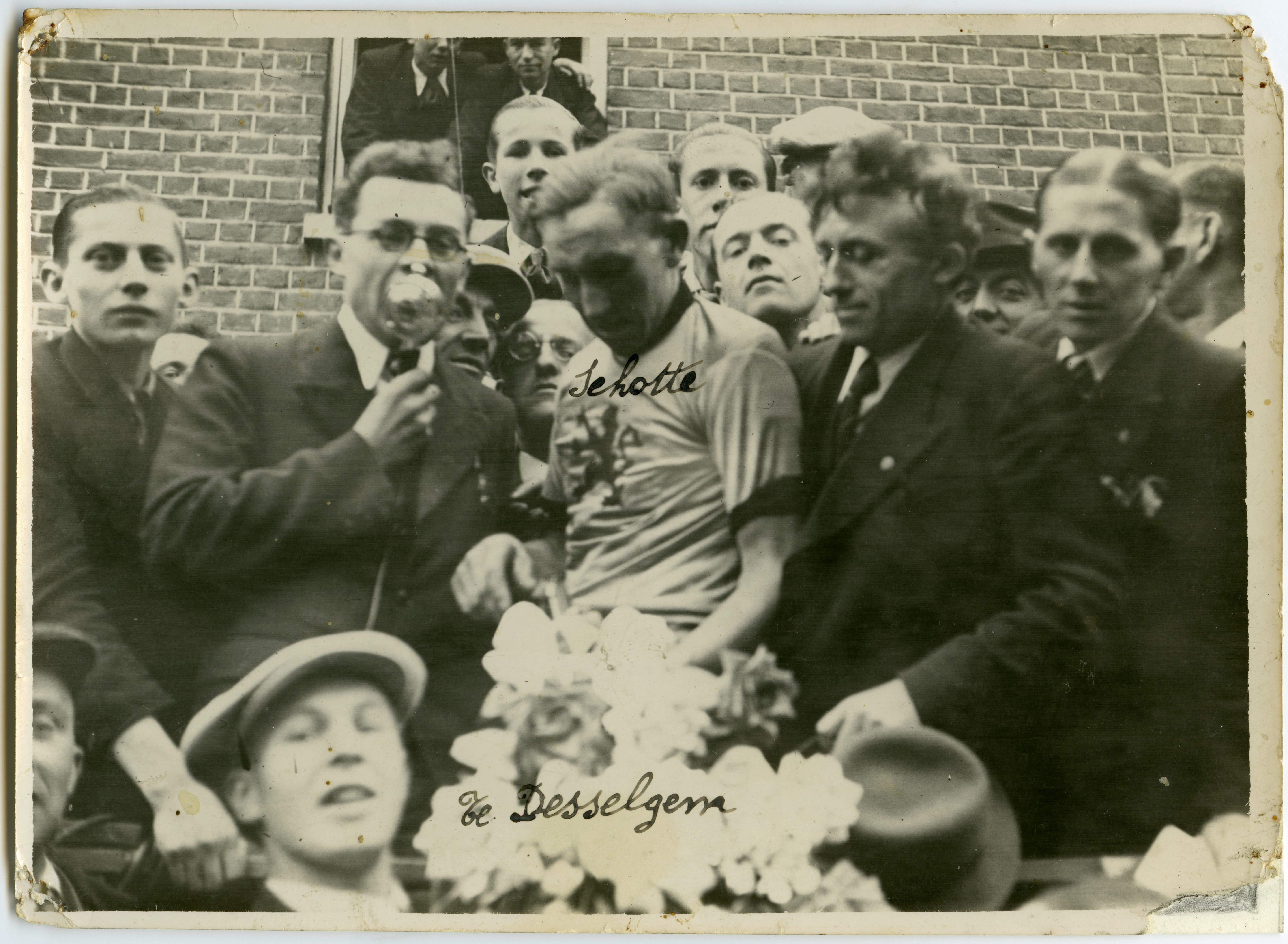
Briek Schotte won de editie van 1941.

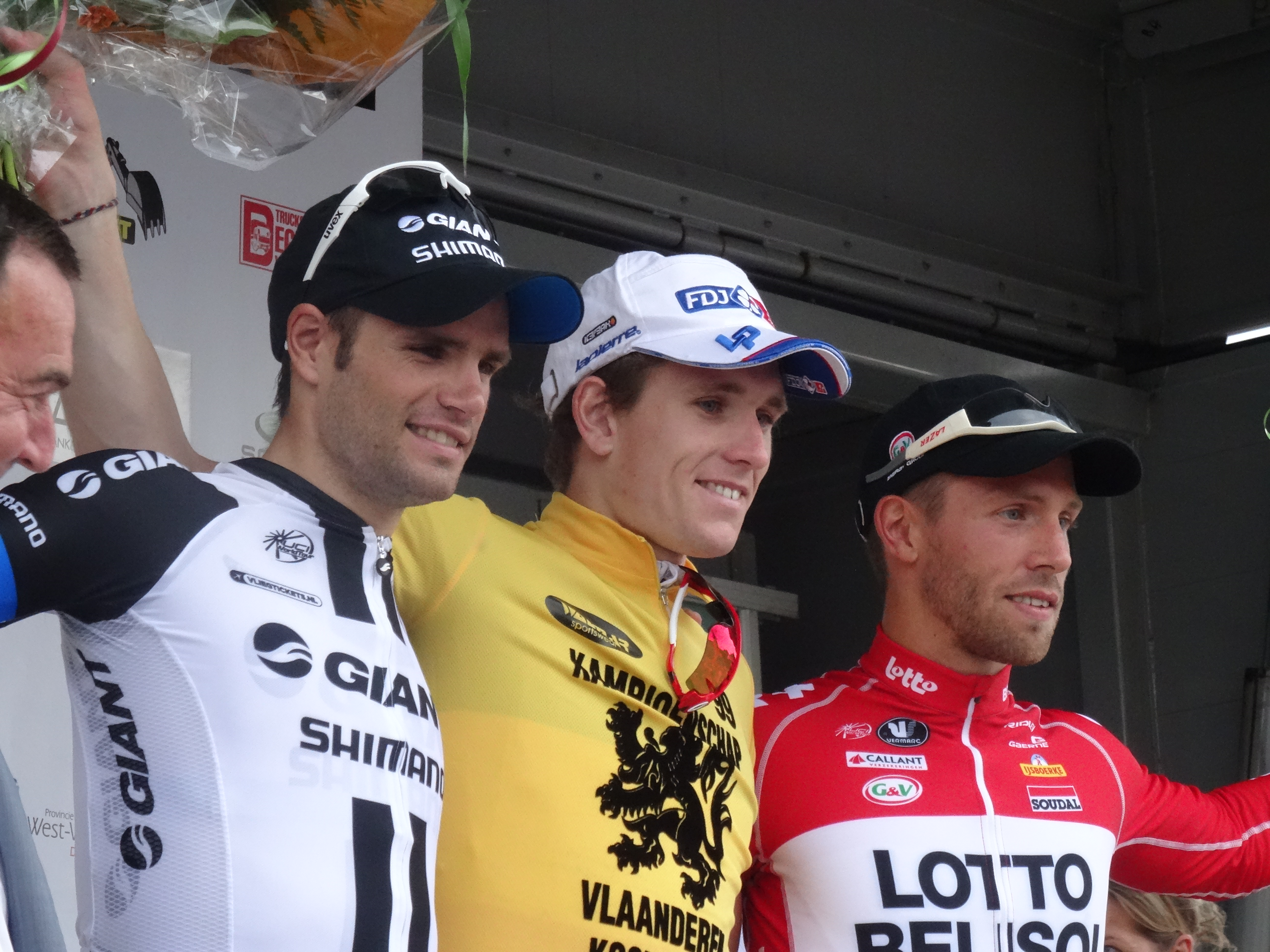
2014 : Luka Mezgec (2), Arnaud Démare (1) & Jonas Van Genechten (3).

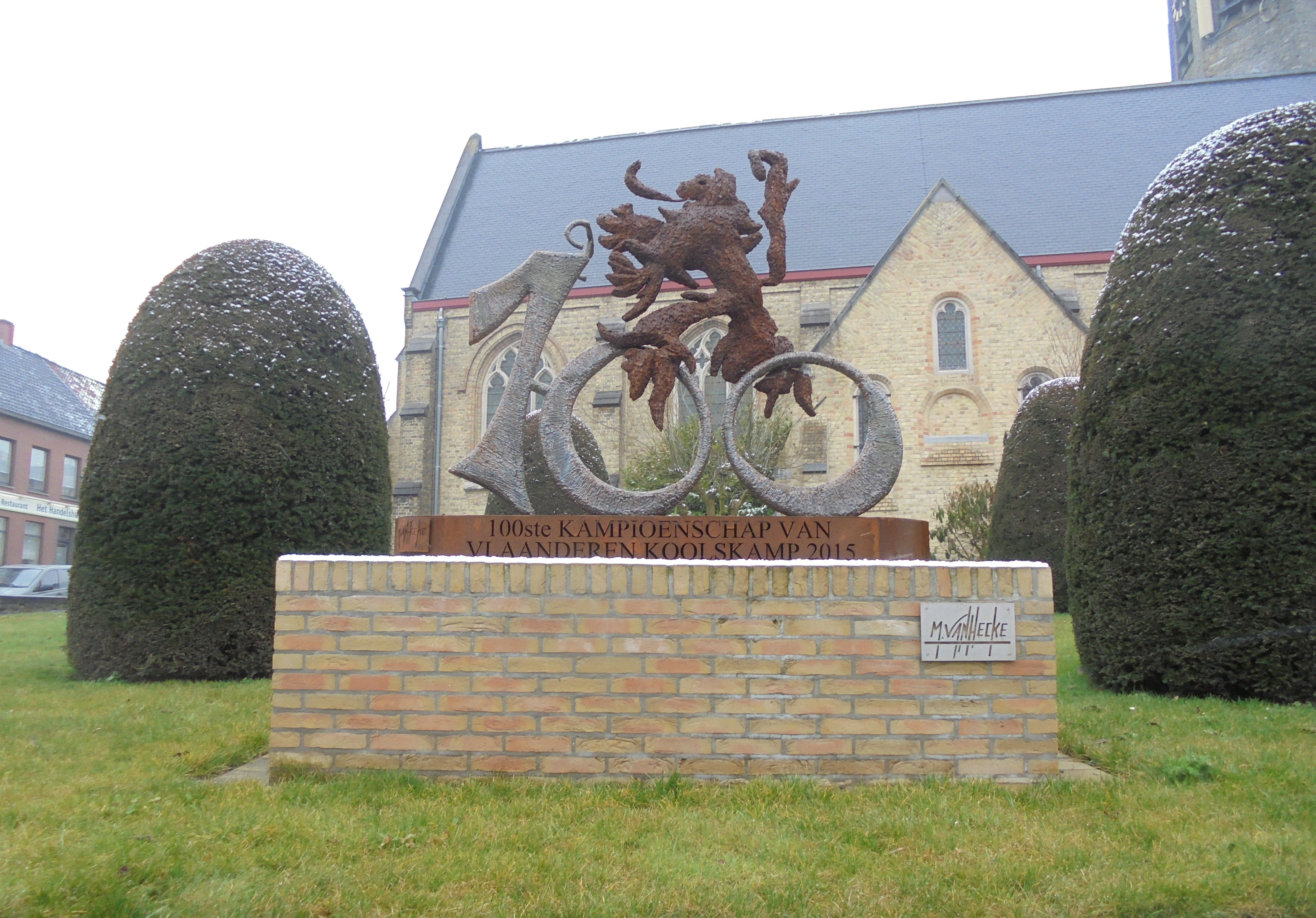
Het monument bij de 100ste organisatie

## Erelijst

### Meervoudige winnaars
| Overwinningen | Renner            | Land      | Jaren                     |
| ------------- | ----------------- | --------- | ------------------------- |
| 4             | Niko Eeckhout     | België    | 1996 + 1998 + 2000 + 2006 |
| 3             | Aimé Dossche      | België    | 1925 + 1928 + 1931        |
| 3             | Leon Van Daele    | België    | 1956 + 1957 + 1958        |
| 2             | Robert Wancour    | België    | 1908 + 1909               |
| 2             | Jules Vanhevel    | België    | 1919 + 1920               |
| 2             | Gerard Desmet 1   | België    | 1932 + 1933               |
| 2             | Sylvain Grysolle  | België    | 1938 + 1945               |
| 2             | Briek Schotte     | België    | 1941 + 1954               |
| 2             | Léon De Lathouwer | België    | 1953 + 1955               |
| 2             | Jos Huysmans      | België    | 1968 + 1975               |
| 2             | Freddy Maertens   | België    | 1974 + 1976               |
| 2             | Johan Museeuw     | België    | 1991 + 1995               |
| 2             | Jimmy Casper      | Frankrijk | 2002 + 2004               |
| 2             | Baden Cooke       | Australië | 2003 + 2007               |
| 2             | Jasper Philipsen  | België    | 2021 + 2023               |

### Overwinningen per land
| Overwinningen | Land                                     |
| ------------- | ---------------------------------------- |
| 86            | België                                   |
| 8             | Nederland                                |
| 3             | Australië, Duitsland, Frankrijk          |
| 1             | Denemarken, Oezbekistan, Polen, Colombia |